# 357 Ninina
357 Ninina este un asteroid din centura principală, descoperit pe 11 februarie 1893, de Auguste Charlois.